# فيل ويلينغتون
فيل ويلينغتون (بالإنجليزية: Phil Wellington)‏ (25 سبتمبر 1972 بفورت لاودردال في الولايات المتحدة - ) هو لاعب كرة قدم أمريكي في مركز حراسة المرمى. لعب مع ريتشموند كيكرز وJacksonville Cyclones ‏ وCocoa Expos ‏.

## وصلات خارجية
- فيل ويلينغتون على موقع قاعدة بيانات كرة القدم.إي يو (الإنجليزية)